# Catarata de Huacamaillo
La catarata de Huacamaillo es una caída de agua ubicada en el distrito de San Antonio, en la provincia y departamento de San Martín, Perú. Se encuentra en una quebrada afluente al río Cumbaza. Tiene una altura de 20 metros.
Se encuentra rodeado de abundante vegetación típico de los bosques tropicales húmedos. Su nombre tendría origen por los guacamayos.